# Sybille Schloß
Sybille Schloß (* 15. Oktober 1910 in München; † 13. Dezember 2007 in  New York) war eine deutsche Schauspielerin.

## Biografie
Sie wurde als uneheliches Kind des Schriftstellers Karl Schloß und seiner späteren Ehefrau Rosa Eva, gesch. Michel (zuerst verheiratet mit dem Schriftsteller Wilhelm Michel), geborene Storck, geboren. 1914 zog die Familie ins rheinhessische Alzey, wo Karl Schloß die Zigarrenfabrik der Familie übernahm. 1927 pries sich Sybille anlässlich der Talentsuche einer Berliner Zeitung mit der Zuschrift an: „Für den Film glaube ich hervorragend geeignet zu sein, denn ich bin vollkommen hemmungslos.“
Sybille Schloß wurde in Berlin die Geliebte des Herausgebers der Zeitung Willy Haas, führte ein Bohème-Leben, arbeitete erfolgreich als Fotomodell und drehte mit dem Regisseur Phil Jutzi 1929 den halbdokumentarischen Film Um’s tägliche Brot (Hunger in Waldenburg). Von Max Reinhardt wurde sie an die von ihm geleitete Schauspielschule aufgenommen und debütierte 1931 an den Münchener Kammerspielen. Bevor sie 1933 dort ihre erste Hauptrolle übernehmen konnte, musste sie als Tochter eines Juden das Ensemble verlassen.
Schloß schloss sich dem von ihrer Münchner Kollegin Therese Giehse und Erika Mann gegründeten Kabarett „Die Pfeffermühle“ an und tourte mit deren Truppe und einem kaum verhüllt gegen die Nationalsozialisten gerichteten Programm erfolgreich durch die Nachbarländer Deutschlands. Sie lebte mit Igor Pruzan-Pahlen, einem Ensemble-Mitglied, zusammen.
Der Schriftsteller Wolfgang Koeppen verliebte sich unerwidert in die junge Darstellerin und schrieb 1934 seinen ersten Roman über „Eine unglückliche Liebe“, wobei er lediglich den Vornamen seiner Angebeteten leicht zu „Sibylle“ verändert hatte. In Koeppens Nachlass fanden sich Jahrzehnte später Studio-Nacktaufnahmen von Sybille Schloß und handschriftliche Notizen, die Tötungs- und Suizid-Fantasien des Autors dokumentieren.
1935 verließ Sybille Schloß die „Pfeffermühle“, um ein Engagement in der Schweiz anzunehmen, dem wenig Erfolg beschieden wurde. 1936 ging sie eine kurze Scheinehe mit einem Schweizer ein, um dort eine weitere Aufenthaltsgenehmigung zu erlangen. Im gleichen Jahr lernte sie Thomas Michaelis, einen Freund Wolfgang Koeppens kennen, der – obwohl homosexuell – zu ihrer eigenen großen Liebe und ihrem zweiten Ehemann wurde. Mit ihm reiste sie in die USA, wo Erika Mann ein Gastspiel der „Pfeffermühle“ plante. Dieses fiel beim amerikanischen Publikum durch. Sybille Schloß blieb in den Vereinigten Staaten, wo ihr Gatte Arbeit als Patentanwalt fand. 1938 besuchte sie zum letzten Mal ihre Eltern, die vermutlich mit der Hilfe ihres Mannes in die Niederlande emigrieren konnten. Diese wurden dort 1943 von den Nazis verhaftet und starben 1944 im Konzentrationslager, Karl Schloß im KZ Auschwitz-Birkenau, Rosel im KZ Ravensbrück.
1946 wurde die schwer vom Schicksal ihrer Eltern erschütterte Sybille geschieden. Sie versuchte erfolglos, an Filmrollen in Hollywood zu kommen, jobbte unter anderem in einer New Yorker Buchhandlung und heiratete den Maler John Marsteller. Diese dritte Ehe endete mit dem Selbstmord ihres Gatten.
Sybille Schloß lebte zuletzt als Rentnerin in Manhattan und starb in der Nacht zum 13. Dezember 2007 im Alter von 97 Jahren in ihrer Wohnung.

## Filmografie (Auswahl)
- 1929: Um’s tägliche Brot (Hunger in Waldenburg)